# Trześniów (województwo lubuskie)
Trześniów – wieś w Polsce położona w województwie lubuskim, w powiecie słubickim, w gminie Ośno Lubuskie.
W latach 1975–1998 miejscowość położona była w województwie gorzowskim.
Miejscowość położona jest przy drodze lokalnej Radachów – Smogóry.